# Le strade del sud
Le strade del sud (Les Routes du Sud) è un film del 1978 diretto da Joseph Losey.